# Luana Schidu
Luana Schidu (n. 18 ianuarie 1968, București, România) este o traducătoare  și editoare română de literatură. Traduce în principal din engleză și rusă, dar, ocazional, și din franceză și spaniolă. A absolvit Facultatea de Limbi Străine a Universității din București, secția rusă-engleză, în 1990, și de atunci a lucrat ca redactor la Editura Humanitas, apoi la Reader’s Digest/Tarsago, unde din 2013 până în 2021 a fost redactor-șef. Între 2021 și 2025 a fost director editorial la Curtea Veche Publishing și coordonatoarea imprintului de ficțiune Byblos. Este membră a Uniunii Scriitorilor din România. A tradus autori precum Henry James, Lev Tolstoi, Oscar Wilde sau Vladimir Nabokov.

## Traduceri

### Din limba engleză
- Patricia Highsmith, Talentatul domn Ripley, Humanitas, București, 1992
- Jeffrey Archer, Povestiri cu final neașteptat, Humanitas, București, 1994
- Irvin D. Yalom, Plânsul lui Nietzsche, Humanitas, București, 1995
- Jeffrey Archer, În linie dreaptă, RAO, București, 1997
- David Lyon, Postmodernitatea, Du Style, București, 1998
- Anaïs Nin, Incest, Humanitas, București, 2002
- Paul Johnson, O istorie a lumii moderne, Humanitas, București, 2003
- William Maxwell, La revedere, pe mâine, Humanitas, București, 2003
- Pat Barker, Dincolo de limită, Editura Trei, București, 2005
- Amy Tan, Fiica tămăduitorului de oase, Polirom, București, 2005
- Vladimir Nabokov, Vrăjitorul, Humanitas, București, 2005
- Anaïs Nin, Foc, Humanitas Fiction, București, 2006
- Graham Swift, Lumina zilei, Polirom, București, 2006
- Anais Nin, Henry and June, Humanitas Fiction, 2008
- Laura Kasischke, Prin fața ochilor, Vellant, București, 2009
- Jay Parini, Ultima gară, Humanitas Fiction, București, 2009
- Leonard Wibberley, Răget de șoarece, Humanitas, București, 2009
- Henry James, Desenul din covor, Humanitas, București, 2009
- Karen Maitland, Călătoria mincinoșilor, Leda, București, 2010
- Jay Parini, Rătăcirile lui Herman Melville, Humanitas Fiction, București, 2013
- Oscar Wilde, De profundis, Humanitas, București, 2014
- Lydia Davis, Defalcare, Vellant, București, 2016
- Djuna Barnes, Pădurea nopții, Humanitas Fiction, București, 2017
- Lydia Davis, Un impuls bizar, Vellant, București, 2017
- Ned Beauman, Accident la teleportare, Editura Trei, București, 2017
- Nicole Krauss, Pădurea întunecată, Humanitas Fiction, București, 2018
- Heather Morris, Tatuatorul de la Auschwitz, Humanitas Fiction, București, 2018
- Vesna Goldswothy, Monsieur Karenin, Humanitas Fiction, București, 2019
- Heather Morris, Călătoria Cilkăi, Humanitas Fiction, București, 2020
- Heather Morris, Povești despre speranță, Humanitas Fiction, București, 2021
- Heather Morris, Trei surori, Humanitas Fiction, București, 2022
- Vesna Goldsworthy, Cortina de Fier, Humanitas Fiction, București, 2022

### Din limba rusă
- Mihail Bulgakov, Focul hanului, Coresi, Brașov, 1991
- Aleksandr Soljenițîn, Casa Matrionei, Coresi, Brașov, 1991
- Tatiana Tolstaia, Zâtul, Curtea Veche Publishing, București, 2006
- Lev Tolstoi, Cuponul fals, Humanitas, București, 2009
- Lev Tolstoi, Moartea lui Ivan Ilici, Humanitas, București, 2010
- Viktor Pelevin, Generation P, Curtea Veche Publishing, București, 2011
- Svetlana Aleksievici, Vremuri second-hand, Humanitas, București, 2016
- Guzel Iahina, Zuleiha deschide ochii, Humanitas Fiction, București, 2018
- Guzel Iahina, Copiii de pe Volga, Humanitas Fiction, București, 2020
- Viktor Pelevin, iPhuck, Curtea Veche Publishing, București, 2021
- Maria Stepanova, În amintirea memoriei, Humanitas Fiction, București, 2021
- Narine Abgarian, Din cer au căzut trei mere, Humanitas Fiction, București, 2021
- Guzel Iahina, Trenul spre Samarkand, Humanitas Fiction, București, 2021
- Serghei Kozlov, Aricel și prietenii lui, Arc, Chișinău, 2021
- Narine Abgarian, Simon, Humanitas Fiction, București, 2023
- Narine Abgarian, Viața e mai dreaptă decât moartea, Humanitas Fiction, București, 2024

### Din limba franceză
- Titus Burckhardt, Alchimia, Humanitas, București, 1998
- Stephane Courtois et al., Cartea neagră a comunismului, cap. 1-5, Humanitas, București, 1998
- Antoine de Saint- Exupéry, Micul prinț, Girasol, București, 2014

### Din limba spaniolă (selecție)
- *** O poveste pentru fiecare zi, Girasol, București, 2013
- *** Fabulele lui Esop repovestite pentru copii, Girasol, București, 2017
- Clement C. More, Noaptea de Ajun, Girasol, București, 2018
- María Mañeru, Comoara din Nil,  Girasol, București, 2018
- María Mañeru, Misterul scribului,  Girasol, București, 2018
- A. Victoria Vázquez, Decizii importante, Girasol, București, 2019
- A. Victoria Vázquez, Dilema Sarei, Girasol, București, 2019

## Premii și nominalizări
- 2006: Nominalizare la Premiul pentru traducere al Uniunii Scriitorilor din România pentru Vrăjitorul de Vladimir Nabokov[1]
- 2006: Premiul „Andrei Bantaș“ acordat de juriul Uniunii Scriitorilor din România pentru traducerea volumului Vrăjitorul de Vladimir Nabokov[2]
- 2017: Premiul Special al Filialei de Traduceri a Uniunii Scriitorilor pentru Vremuri second-hand de Svetlana Aleksievici[3]
- 2019: Nominalizare la Premiul pentru traducere al Uniunii Scriitorilor din România pentru Zuleiha deschide ochii de Guzel Iahina[4]
- 2020: Nominalizare la Premiul „Cartea Anului” decernat de România literară pentru Copiii de pe Volga de Guzel Iahina[5]
- 2021: Premiul „Cartea Anului” al Filialei de Traduceri a Uniunii Scriitorilor pentru Copiii de pe Volga de Guzel Iahina